# 太陽生命品川ビル
太陽生命品川ビル（たいようせいめいしながわビル）は、東京都港区港南二丁目の再開発エリア「品川グランドコモンズ」に建設された超高層ビル。

## 概要
日本国有鉄道清算事業団から土地を買い取り、2003年3月に竣工した。太陽生命保険、東京窯業本社、マクセル東京本社、山善東京本社、千葉銀行品川支店などが入居している。南側を品川グランドセントラルタワーが、北側を品川イーストワンタワーが隣接している。